# Ciencias útiles

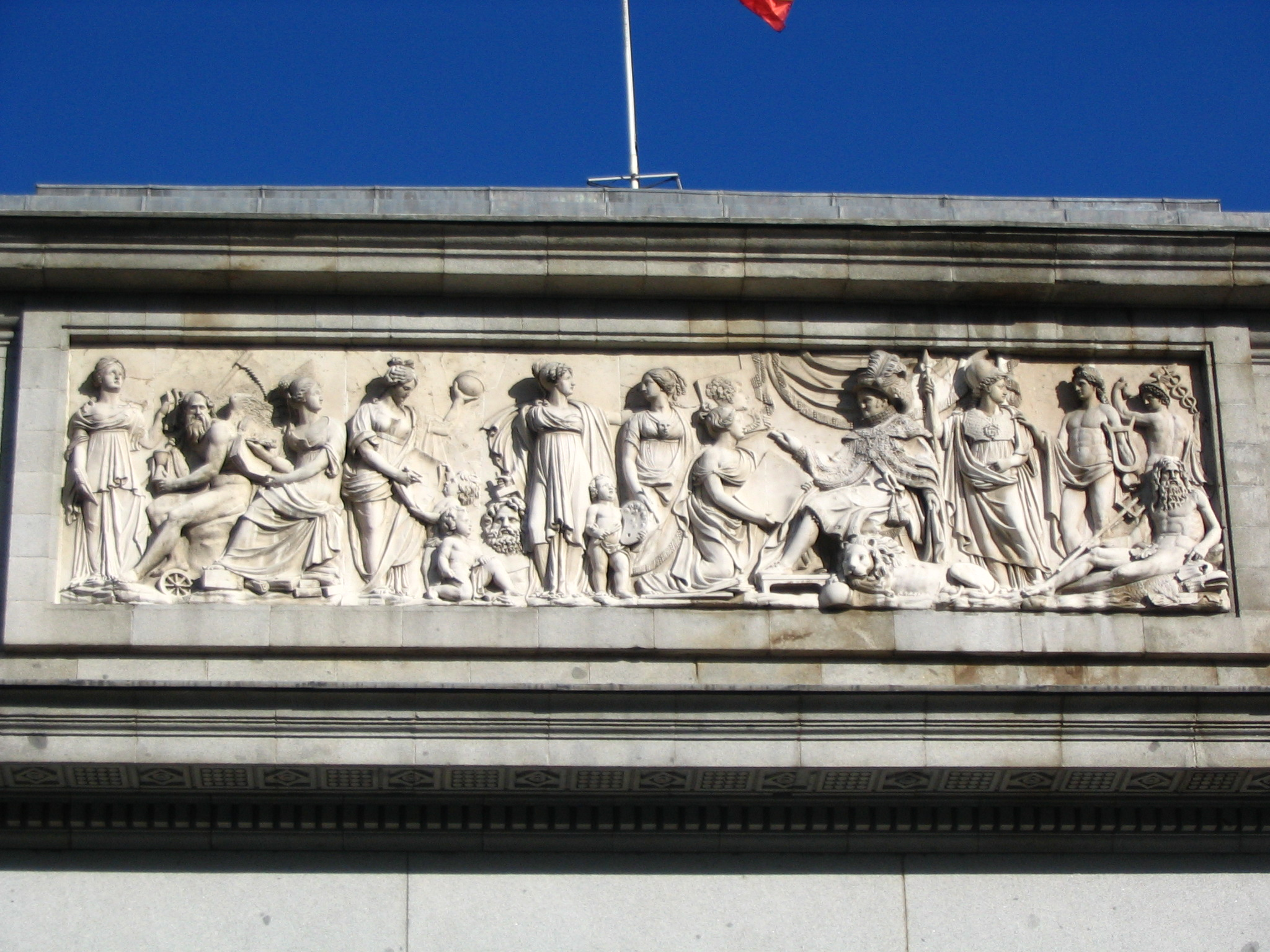
Fernando VII como protector de las ciencias, las artes y la técnica, friso de la entrada oeste del Museo del Prado, del escultor Ramón Barba, 1829-1831. El edificio había sido planificado en el siglo anterior para alojar un "Gabinete de Ciencias", como parte del ambicioso proyecto del Salón del Prado (Hospital de San Carlos, Observatorio del Buen Retiro, Jardín Botánico, Platerías Martínez). Fernando VII, además de transformar el uso previsto del edificio para alojar las colecciones reales de pintura y escultura en un museo público, tomó algunas paradójicas decisiones educativas: cerró las universidades y abrió la escuela de tauromaquia.

Ciencias útiles o ciencias positivas son expresiones propias de la Ilustración y el positivismo para referirse a las ciencias que mejor se acomodaban con la idea de progreso dominante en los siglos XVIII y XIX: las matemáticas, la física, la química, la botánica, la mineralogía y, en general las ciencias naturales cuyo método se deriva de la revolución newtoniana, revolución científica del siglo XVII o "ciencia moderna". La expresión era una manera de minusvalorar a las ciencias que no se consideraban útiles, y que coincidían con las que se enseñaban en las universidades de la época, ancladas en el escolasticismo. La nueva función del intelectual en la generación y divulgación del conocimiento enfocado a la transformación social y el dominio de la naturaleza, se convirtió en una verdadera revolución intelectual que precedió a la revolución política, y se expresó claramente en el proyecto de los enciclopedistas.
En la Ilustración española los intentos de reforma universitaria se encontraron con fuertes resistencias, y fueron las Sociedades Económicas de Amigos del País las que protagonizaron la difusión de las ideas favorables a las ciencias útiles. También algunas instituciones militares (Escuela de Guardiamarinas de Cádiz, Academia de Artillería de Segovia, Arma de ingenieros).
Ambos conceptos han quedado obsoletos con el desarrollo de la ciencia contemporánea (nuevos paradigmas evolucionistas, relativistas, etc.) En cambio, sí se suele dar, en asociación del término "ciencia" o similares, un uso específico del término "positivo" como opuesto a "normativo" (es decir, cómo las cosas "son" en oposición a cómo "deberían ser") o equivalente a "descriptivo".